# Kryptolebias
Kryptolebias – rodzaj ryb karpieńcokształtnych z rodziny strumieniakowatych (Rivulidae).

## Klasyfikacja
Gatunki zaliczane do tego rodzaju:
- Kryptolebias brasiliensis
- Kryptolebias campelloi
- Kryptolebias caudomarginatus
- Kryptolebias gracilis
- Kryptolebias hermaphroditus
- Kryptolebias marmoratus – strumieniak marmurkowany[3]
- Kryptolebias ocellatus
- Kryptolebias sepia